# James Hamilton (2e comte d'Abercorn)
Pour les articles homonymes, voir James Hamilton et Hamilton.
James Hamilton, 2e comte d'Abercorn (c. 1604 - c. 1670) est un noble écossais catholique. Lui, sa femme, sa mère et la plupart de sa famille sont persécutés par le kirk en tant que récusants. Mettant en œuvre la volonté de son père, il transmet son titre irlandais de baron Hamilton de Strabane à son jeune frère Claud. Ses frères cadets héritent des terres irlandaises de son père, tandis qu'il reçoit les terres écossaises, qu'il a gaspillées, étant lourdement endetté dans ses derniers jours.

## Naissance et origines
James né vers 1604,  probablement à Paisley, en Écosse. Il est le fils aîné de James Hamilton et de sa femme Marion Boyd . Son père est une personnalité dans la plantation d'Ulster  et est créé 1er comte d'Abercorn par jacques Ier en 1606. Son grand-père paternel est Claud Hamilton, 1er Lord de Paisley. La mère de James est la fille aînée de Thomas Boyd, 6e Lord Boyd de Kilmarnock en Écosse .
Il a huit  ou neuf  frères et sœurs.
Son père est protestant, mais sa mère, Marion Boyd, est une récusante, qui l'élève, comme tous ses frères et sœurs, dans la catholicité. En avril 1606, son père est créé comte d'Abercorn et Lord Paisley, Hamilton, Mountcastell et Kilpatrick .

## Vie adulte

### Baron Hamilton de Strabane
Le 8 mai 1617, alors qu'il n'a que 12 ans environ, il est créé 1er baron Hamilton de Strabane, dans la pairie d'Irlande, avec comme successeurs les héritiers mâles de son père. Le but de la création est de donner aux Abercorns, qui sont des comtes écossais et de grands propriétaires terriens en Irlande, un siège à la Chambre des lords irlandaise. Le titre de baron Hamilton de Strabane fait référence à la ville de Strabane dans le comté de Tyrone, en Ulster, où son père, le 1er comte d'Abercorn, construit un château dans de la plantation d'Ulster .

### Comte d'Abercorn
En 1618, Lord Strabane, succède à son père en tant que 2e comte d'Abercorn. Son père est décédé avant son grand-père, Claud Hamilton (1er Lord Paisley), et n'a donc jamais été Lord Paisley .
En 1621, son grand-père, le Lord Paisley, meurt . Il succède donc à son grand-père en tant que Lord Paisley et hérite des domaines écossais de la famille, notamment Abercorn et Paisley, ainsi que Kilpatrick sur la rive nord de la Clyde. Puisque son père a donné en héritage ses terres irlandaises à ses jeunes frères, il démissionne du titre de baron Hamilton de Strabane le 11 novembre 1633. Charles Ier, roi d'Angleterre et d’Écosse ordonne la transmission du titre à son frère Claude .

### Grand tour
Au début des années 1620, Lord Abercorn, se rend sur le continent lors de "ses voyages" comme on appelle le Grand Tour à son époque. Il passe plusieurs années à parcourir le continent et visite des pays catholiques, la France et l'Italie, ce qui l'encourage dans sa pratique du catholicisme. Il retourne à Paisley en avril 1627 .

### Persécution par les Kirk
Les problèmes d'Abercorn avec l'Église d'Écosse (le Kirk) commence avec le procès engagé par le presbytère de Paisley contre sa mère et certains de ses serviteurs. En juin 1626, elle s'enfuit auprès de James Law, l'archevêque de Glasgow, pour se protéger. L'évêque obtient une lettre du roi, écrite par William Alexander (1er comte de Stirling), qui ordonne à l'église de ne pas la déranger tant qu'elle se tait . Cependant, en avril de 1627 Abercorn revient de ses voyages sur le continent et provoque l'église en se déclarant ouvertement catholique . Le 20 janvier 1628 sa mère, la comtesse douairière est excommuniée par le Synode Paisley de l'église d'Ecosse . Il n'échappe à l'excommunication qu'en étant absent à la cour royale de Londres . Sa femme est également excommuniée le 3 février .
Le 26 août 1632, sa mère meurt à Édimbourg . Le 21 août 1637, sa femme meurt à Paisley et est enterrée « sans cérémonie » le 17 septembre . Comme sa mère, elle est récusante. En tant que catholique, elle est enterrée sans cérémonie religieuse. Son titre de baronne Clifton passe à James, son fils aîné issu de son premier mariage. À cette époque, son père est profondément endetté et doit plus de 400 000 merks (environ 20 000 livres sterling) à ses créanciers .
En 1649, Abercorn lui-même est excommunié par l'Assemblée générale de l'Église d'Écosse et lui est ordonné de quitter l'Écosse .

## Mariage et enfants
En 1627, il épouse Katherine, duchesse douairière de Lennox  . Il a 22 ans, elle en a environ 34, soit près de dix ans de plus. Elle est mariée à Lord Esmé Stewart et a 11 enfants de lui. Son premier mari est mort en 1624, étant le 3e duc de Lennox. En novembre 1632, elle obtient une licence royale lui permettant de conserver sa préséance de duchesse douairière 
James et Katherine ont trois fils, mais les deux premiers sont décédés avant leur père :
1. James (vers 1635 - avant 1670), détient le titre de courtoisie de Lord Paisley en tant qu'héritier présomptif mais décède avant son père sans héritier mâle [24]
2. William (décédé avant 1670), devient colonel mais décède avant son père, célibataire dans les guerres allemandes [25]
3. George (vers 1636 - avant 1683), succède à son père en tant que 3e comte d'Abercorn [26]

## Mort et succession

### Héritier mâle de Hamilton
Le 11 septembre 1651, la lignée masculine des ducs de Hamilton disparaît lorsque William Hamilton (2e duc de Hamilton) meurt des suites de blessures reçues à la bataille de Worcester en combattant pour Charles II contre Cromwell. Comme le duc n'a pas de fils, il est remplacé par sa nièce Anne Hamilton selon la règle de succession de son titre. Il est cependant constaté que James Hamilton, 2e comte d'Abercorn est l'héritier mâle, ce qui est considéré comme sans conséquence à l'époque . Ce statut d'héritier mâle des Abercorn conduit plus tard à une dispute entre les maisons d'Abercorn et d'Hamilton sur le titre de duc de Châtellerault, lorsque ce titre, qui a appartenu à James Hamilton (2e comte d'Arran), est relancé par Napoléon III de France en 1864 en faveur du duc d'Hamilton .

### Vente de Paisley
Le 22 juin 1652, Abercorn vend Paisley au comte d'Angus pour 13 333 £ 6s 8d Scots (environ 1 100 £) . Angus est vendu un an plus tard pour 160 000 £  à Lord Cochrane  qui devient plus tard le 1er comte de DunDonald. Le 8e comte d'Abercorn finit par racheter Paisley en 1764 .

### Mort, succession et chronologie
Lord Abercorn meurt vers 1670  et est remplacé par son fils George en tant que 3e comte d'Abercorn. George est cependant mort célibataire à Padoue. Le comté passe aux descendants de Claud Hamilton, 2e baron Hamilton de Strabane.

### Citations
1. ↑  Cokayne 1910, p. 3, line 7.
2. ↑  Millar 1890, p. 177, left column, line 22.
3. ↑  Masson 1889, p. lxxx.
4. ↑  Burke 1869, p. 2, right column.
5. ↑  Burke 1869, p. 2, right column, lines 57.
6. ↑  Millar 1890, p. 177, left column, line 23.
7. ↑  Cokayne 1910, p. 2, line 11.
8. ↑  Paul 1904, p. 46.
9. ↑  Cokayne 1910, p. 3, line 1.
10. ↑  Holmes 2004, p. 778, right column.
11. ↑  Cokayne 1910, p. 3, line 13.
12. ↑  Metcalfe 1909, p. 236.
13. ↑  Stirling 1885, p. 70.
14. 1 2  Metcalfe 1909, p. 236, line 16.
15. ↑  Cokayne 1910, p. 3, line 3.
16. ↑  Metcalfe 1909, p. 236, line 28.
17. 1 2  Metcalfe 1909, p. 236, line 33.
18. ↑  Cokayne 1910, p. 3, line 4.
19. ↑  Cokayne 1910, p. 3, line 25.
20. ↑  Cokayne 1910, p. 3, line 26a.
21. ↑  Metcalfe 1909, p. 250, line 7.
22. ↑  Cokayne 1910, p. 3, line 20.
23. ↑  Cokayne 1910, p. 3, line 23.
24. ↑  Paul 1904, p. 49, line 21.
25. ↑  Paul 1904, p. 49, line 30.
26. ↑  Paul 1904, p. 49, line 34.
27. ↑  Paul 1904, p. 49, line 6.
28. ↑  Picamilh 1874, p. 234.
29. ↑  Metcalfe 1909, p. 310, line 6.
30. ↑  Paul 1904, p. 65, line 27.
31. ↑  Metcalfe 1909, p. 310, line 13.
32. ↑  Paul 1904, p. 65, line 24.
33. ↑  Cokayne 1910, p. 3, line 26b.